# 芭比貝爾芝士
芭比貝爾芝士（法語：Babybel）是一種蠟封芝士，1931年由法國發明，蠟封芝士的好處能夠有較長的保存期，保存3-4個月。芭比貝爾芝士呈灰白色，質地堅硬，彈性較強，味道溫和。